# Tao-Rusyr-Caldera

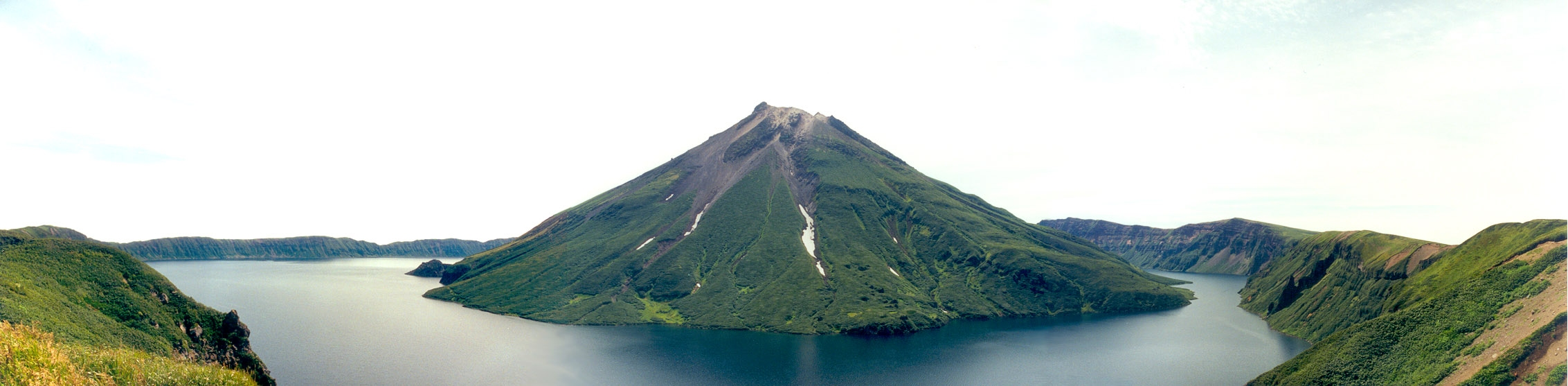
Insel Krenizyn im Kratersee

Die Tao-Rusyr-Caldera (russisch Кальдера Тао-Русыр) ist eine Caldera auf Onekotan, einer der Kurilen in Russland.
Die Caldera hat einen Durchmesser von 7,5 km und ist weitgehend durch den Kolzewoje-See aufgefüllt, dessen Wasseroberfläche 400 m über NN liegt. Sie entstand etwa um das Jahr 5.500 v. Chr. bei einem Vulkanausbruch der
Stärke 6 auf dem Vulkanexplosivitätsindex, bei dem rund 33 Kubikkilometer Material freigesetzt wurde.
In dem See erhebt sich eine Insel namens Krenizyn, die nur aus dem gleichnamigen, 1.325 m hohen Vulkan besteht. Dieser hatte zuletzt 1952 eine Eruption der Stärke 3.